# Lewis Miller
Lewis Miller (ur. 24 lipca 1829, zm. 17 lutego 1899) – amerykański biznesmen i filantrop z Ohio. Zbił fortunę pod koniec XIX na swoim wynalazku - skonstruował pierwszy kombajn, w którym ostrze zamontowane było przed kierowcą, u boku konia, a nie ciągnięte z tyłu.
Jego córka Mina (1865-1947) poślubiła w czasie świąt Bożego Narodzenia 1886 roku, wynalazcę Thomasa Alwę Edisona.